# La niñera y el presidente
The Beautician and the Beast (La niñera y el presidente en español) es una película estadounidense de 1997 producida por Paramount Pictures dirigida por Ken Kwapis y protagonizada por Fran Drescher y Timothy Dalton. La historia sigue las desventuras de una estilista de Nueva York a la que por error contratan como maestra de los hijos del presidente de un pequeño país de Europa del Este. La historia es similar a la de El rey y yo, The Sound of Music, y Evita, con elementos que recuerdan también a la comedia La Niñera, por la que Drescher era muy conocida en la época.

## Argumento
Una estilista estadounidense llamada Joy Miller (Fran Drescher) es una maestra que enseña cosmetología pero queda fuera del negocio cuando uno de sus estudiantes accidentalmente enciende spray para el cabello con su cigarrillo, provocando un incendio en la escuela. El hecho es resaltado en un artículo de prensa después de que ella ayudara a sus estudiantes y a los animales enjaulados a escapar del edificio con éxito.
El artículo es visto por Ira Grushinsky (Ian McNeice), un representante diplomático de un pequeño país mediterráneo ficticio de Europa del Este llamado Slovetzia  que limita con Hungría, Rumania y Ucrania, una nación de la que nunca había oído hablar. Ira ha sido enviado por el Presidente de Slovetzia a los Estados Unidos para encontrar un tutor para sus tres hijos, pensando equivocadamente que Joy es una profesora de ciencias, le ofrece el trabajo con un buen sueldo. Joy acepta, y es sólo después de su llegada a Slovetzia que Ira se da cuenta de su error. Para entonces ya es demasiado tarde, y Joy se compromete a mantener el engaño de ser una "verdadera" maestra, por el momento.
La reunión inicial de Joy con el Presidente, un dictador llamado Boris Pochenko (Timothy Dalton), empieza mal, pero Joy se lleva bien con sus cuatro hijos Katrina (Lisa Jakub), Karl (Adam LaVorgna), Masha (Heather DeLoach) y Yuri (Kile y Tyler Wilkerson). Joy les enseña de la vida fuera Slovetzia y les ayuda a ganar confianza en sí mismos. Joy con frecuencia enfrenta a Pochenko, que es perturbado por su feroz independencia y el hecho de que no puede asustarla.
La presencia de Joy en Slovetzia es debido al deseo de Pochenko para cambiar su reputación entre los otros países occidentales como una "bestia". Su segundo al mando, el primer ministro Leonid Kleist (Patrick Malahide) está en contra la estrategia de "ablandamiento" de Pochenko, y quiere aplastar la rebelión cada vez mayor entre los jóvenes de Slovetzia, encabezada por Alexander Burkvo (Timothy Dowling). Pero Joy le ayudará a Pochenko a cambiar su actitud, la relación con su familia y la forma de gobernar su país.

## Elenco
- Fran Drescher es Joy Miller.
- Timothy Dalton es Boris Pochenko "La Bestia".
- Ian McNeice es Ira Grushinsky.
- Patrick Malahide es Leonid Kleist.
- Lisa Jakub es Katrina Pochenko.
- Michael Lerner es Jerry Miller.
- Phyllis Newman es Judy Miller.
- Heather DeLoach es Masha Pochenko.
- Adam LaVorgna es Karl Pochenko.
- Kile Wilkerson y Tyler Wilkerson es Yuri Pochenko.
- Timothy Dowling es Alexander Burkvo

## Recepción
La película recaudó $4,080,222 en su fin de semana de estreno, para terminar en un total de $11,454,593 que ni siquiera alcanzó su presupuesto que fue de $16 millones, dando a ver que fue un fracaso total. En cuánto a la crítica recibió un 17% en el sitio web Rotten Tomatoes en especial debido al hecho de que el personaje de Joy Miller era simplemente una replica de Fran Fine de la serie La Niñera que por entonces protagonizaba Fran Drescher y de la que también ella fue una de los creadores, incluso Drescher recibió una nominación al Razzie de ese año como peor actriz.